# منتخب مقدونيا لكأس فيد
منتخب مقدونيا لكأس فيد  هو ممثل مقدونيا الشمالية الرسمي  في كرة المضرب في كأس فيد
.